# Ben Webster
Ben Webster (Kansas City, 27 de marzo de 1909-Ámsterdam, 20 de septiembre de 1973) fue un músico estadounidense de jazz, saxofonista tenor.
Está considerado como uno de los "tres grandes" (big three) saxofonistas tenores de la era del swing, junto con Coleman Hawkins (su principal influencia) y Lester Young.

## Biografía

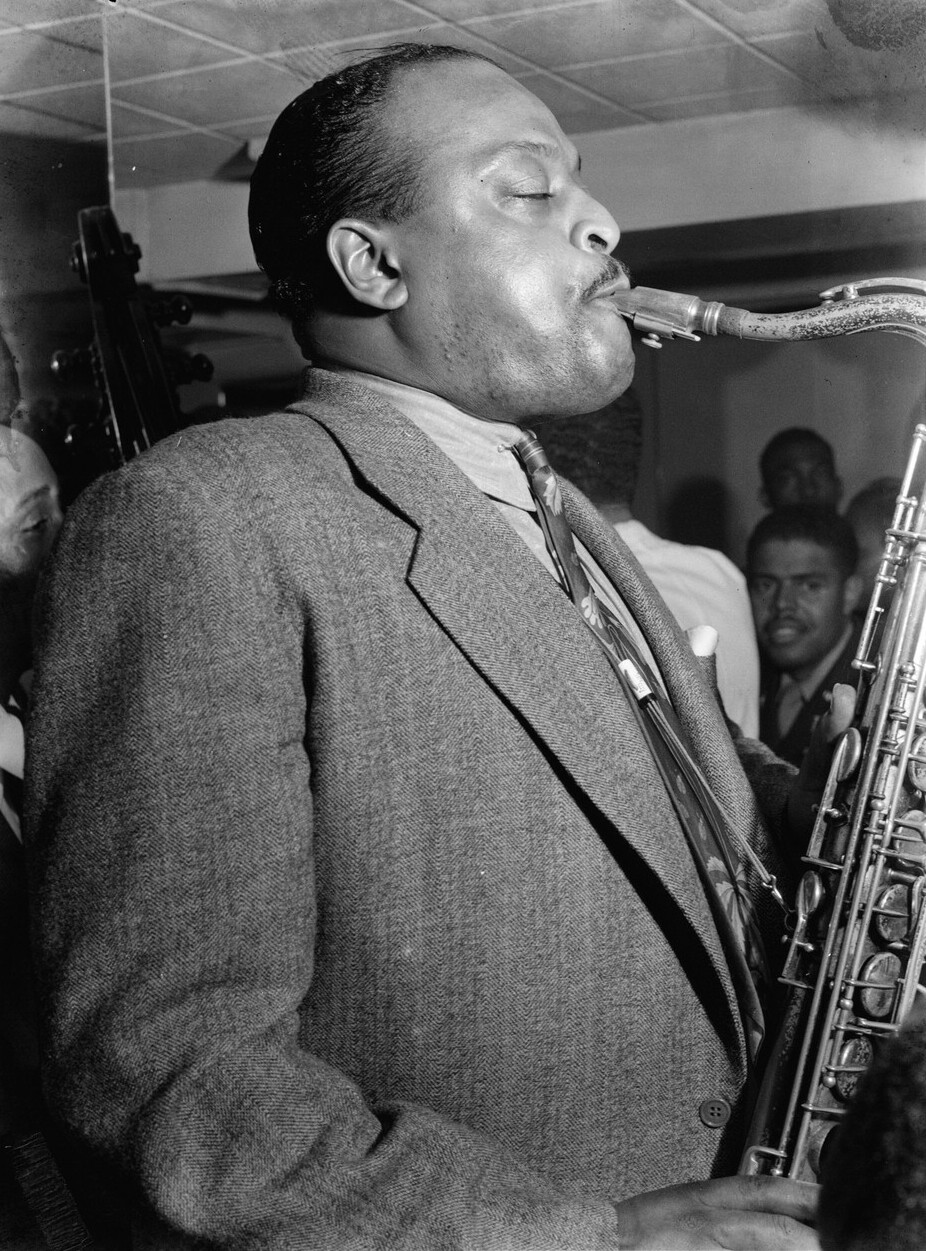
Webster fotografiado por Gottlieb (ca. 1947).

Recibió lecciones de violín en su infancia, para posteriormente aprender a tocar el piano gracias a Pete Johnson que le enseñó a tocar blues; tocaría el piano para películas mudas en Amarillo (Texas). Estudió música en la Universidad de Wilberforce.
Budd Johnson, después, le inició en el saxofón. Aunque su aprendizaje del saxofón fue relativamente tardío, a partir de 1930, eso no le impidió hacerse conocido progresivamente en las orquesta del suroeste de músicos como Gene Coy, Jap Allen, Blanche Calloway y la Young Family Band (donde recibió varias lecciones de Lester Young y su padre) en Kansas City. Kansas City era en ese momento un crisol de donde surgieron algunos de los nombres más grandes en el jazz de los años 30. Webster se unió a la banda de Bennie Moten en 1932, un grupo que también incluyó a Count Basie, Oran "Hot Lips" Page y Walter Page y tocó en temas como "Lafayette" y "Moten Swing". Esta era fue recreada en la película Kansas City de Robert Altman.  Durante los años treinta tocó también con las big bands de Andy Kirk, Fletcher Henderson, Benny Carter, Willie Bryant, Cab Calloway y Teddy Wilson.
El momento más importante en la carrera musical de Webster se produjo en 1940 cuando se incorporó a la orquesta de Duke Ellington para convertirse en el primer saxofonista importante de la misma, llegando a desempeñar un papel crucial en muchas de las obras clásica de Ellington en esa etapa como "Cotton Tail", "Conga Brava" y "All Too Soon". Además, superando la percepción que se tenía de él como un clon de Coleman Hawkins, encontró su propia voz moviéndose siempre entre un estilo arrebatado y otro romántico, con un inconfundible timbre chillón y usando con frecuencia el vibrato. Era poseedor de un estilo inconfundible que destacaba por su inigualable sentido del fraseo. Estuvo en la orquesta de Ellington durante tres años, en los que ésta alcanzó una gran reputación por la calidad de sus intérpretes y la complejidad de sus canciones. En años posteriores, llegó a ser conocida como la Blanton/Webster Band.
En lo personal, se hizo conocido por su oscilaciones de carácter debidas a su afición al alcohol. 
Desde 1944, lideró sus propios grupos y trabajó también para otros músicos como Raymond Scott, John Kirby, Sid Catlett y Stuff Smith. Tras volver a juntarse brevemente con Ellington en 1948-1949. En la década de 1950, trabajó en el espectáculo Jazz At The Philharmonic. También acompañó en el estudio a cantantes como Billie Holiday, Ella Fitzgerald y Carmen McRae. 
En esta época, Webster desarrolló un estilo muy personal, centrado en la interpretación pasional de baladas en tiempo lento. Experimentó un segundo pico en su carrera profesional grabando para el sello Verve de Norman Granz, quien ya lo había auspiciado en las giras de Jazz at the Philarmonic. Allí realizó una serie de grabaciones junto a músicos de la escena del mainstream jazz, que produjeron algunos de los trabajos más destacados de la década de 1950. Particularmente celebradas son sus colaboraciones con el Oscar Peterson Trio, Art Tatum, Coleman Hawkins, Gerry Mulligan, Harry Edison y Don Byas, en las que se mantuvo apegado al repertorio ellingtoniano y de la era del swing. El LP Gerry Mulligan Meets Ben Webster, fue votado para el puesto 448 en el libro All Time Top 1000 Albums de Colin Larkin. 
En 1964 Webster se trasladó a Copenhague, desde donde empezó a trabajar por toda Europa, tocando en clubes y festivales con distintos músicos. 
En 1974, Webster fue elegido por los críticos para entrar en el Down Beat Hall of Fame.

## Legado
Aunque no era muy flexible o moderno y permaneció siempre arraigado en los blues y las baladas de la era del swing, Webster podía compararse con el mejor y su forma de tocar fue una influencia posterior en instrumentistas tan diversos como Archie Shepp, Lew Tabackin, Houston Person, Scott Hamilton, David Murray y Bennie Wallace.
Después de la muerte de Webster, Billy Moore Jr., junto con el fideicomisario de la herencia de Webster, creó la Fundación Ben Webster. Dado que el único heredero legal de Webster, Harley Robinson, de Los Ángeles, con mucho gusto asignó sus derechos a la fundación, la Fundación Ben Webster fue confirmada por el Sello de la Reina de Dinamarca en 1976. En la escritura de fideicomiso de la Fundación, uno de los párrafos iniciales dice: "Apoyar la difusión del jazz en Dinamarca". La fundación canaliza las regalías anuales de Webster a músicos en Dinamarca y los Estados Unidos. Un premio anual Ben Webster se concede a un músico joven excepcional. El premio no tiene una gran dotación económica, pero se considera muy prestigioso. A lo largo de los años, varios músicos estadounidenses han visitado Dinamarca con la ayuda de la Fundación, y se han apoyado conciertos, algunas grabaciones y otros eventos relacionados con el jazz.
La colección privada de grabaciones de jazz y recuerdos de Webster está archivada en las colecciones de jazz de la Biblioteca Universitaria de Dinamarca Meridional, en Odense.
Ben Webster tiene una calle que lleva su nombre en el sur de Copenhague, "Ben Websters Vej".

## Discografía

### Como líder
- King of the Tenors [AKA The Consummate Artistry of Ben Webster] (Norgran, MGN-1001, 1953)
- 1953: An Exceptional Encounter [live] (con el Modern Jazz Quartet, The Jazz Factory, 1953)
- Ballads (Verve, 1954)
- Music for Loving (Norgran MGN-1018, 1954), y Music With Feeling (Norgran MGN-1039, 1955) – reeditado como 2CD set: Ben Webster With Strings (Verve 527774, 1995; que también incluyó como bonus: Harry Carney With Strings, Clef MGC-640, 1954)
- Soulville (Verve, 1957)
- Coleman Hawkins Encounters Ben Webster (Verve, 1957)
- The Soul of Ben Webster (Verve, 1958)
- Ben Webster and Associates (Verve, 1959)
- Gerry Mulligan Meets Ben Webster (Verve, 1959)
- Ben Webster Meets Oscar Peterson (Verve, 1959)
- Ben Webster at the Renaissance (Contemporary, 1960)
- Dual Highway (con Johnny Hodges)
- The Warm Moods (Reprise, 1961)
- Ben and "Sweets" (con Harry Edison, Columbia, 1962)
- Soulmates (con Joe Zawinul, Riverside, 1963)
- See You at the Fair (Impulse!, 1964)
- Stormy Weather (Black Lion, 1965) – grabado en vivo en el Jazzhus Montmartre, Copenhague
- Gone With The Wind (Black Lion, 1965) – grabado en vivo en el Jazzhus Montmartre, Copenhague
- There Is No Greater Love (1965)
- Meets Bill Coleman (Black Lion, 1967)
- Big Ben Time (Ben Webster in London 1967) (Philips, 1968)
- Ben Webster Meets Don Byas  (con Tete Montoliu, Peter Trunk y Al "Tootie" Heath)  (Stop Jazz, 1968)
- For the Guv'nor (Tribute to Duke Ellington)	(Charly, 1969)
- Webster's Dictionary (Philips, 1970)
- Ben Webster Plays Ballads [grabado por la Radio Danesa 1967–1971] (Storyville SLP-4118, 1988)
- Autumn Leaves (con el Georges Arvanitas trío) (Futura Swing 05, 1972) http://futuramarge.free.fr
- Makin' Whoopee  (Spotlite, 1972)
- Gentle Ben (Co el Tete Montoliu Trío) (Ensayo, 1973)
- My Man: Live at Montmartre 1973 (Steeplechase, 1973)
- The Warm Moods (1997)
- Live at Ronnie Scott's 1964: The Punch	(Storyville, 2005)

### Como sideman
Con Count Basie
- String Along with Basie (Roulette, 1960)

Con Buddy Bregman
- Swinging Kicks (Verve, 1957)

Con Benny Carter
- Jazz Giant (Contemporary, 1958)

Con Harry Edison
- Sweets (Clef, 1956)

Con Duke Ellington
- Never No Lament: The Blanton-Webster Band (RCA, 1940–1942 [rel. 2003])

Con Dizzy Gillespie
- The Complete RCA Victor Recordings (Bluebird, 1937–1949 [rel. 1995])

Con Lionel Hampton
- You Better Know It!!! (Impulse, 1965)

Con Woody Herman
- Songs for Hip Lovers (Verve, 1957)

Con Johnny Hodges
- The Blues (Norgran, 1952–1954, [rel. 1955])
- Blues-a-Plenty (Verve, 1958)
- Not So Dukish (Verve, 1958)

Con Richard "Groove" Holmes
- "Groove" (Pacific Jazz, 1961) with Les McCann
- Tell It Like It Tis (Pacific Jazz, 1961 [rel. 1966])

Con Illinois Jacquet
- The Kid and the Brute (Clef, 1955)

Con Barney Kessel
- Let's Cook! (Contemporary, 1957 [rel. 1962])

Con Mundell Lowe
- Porgy & Bess (RCA Camden, 1958)

Con Les McCann
- Les McCann Sings (Pacific Jazz, 1961)

Con Carmen McRae
- Birds of a Feather (Decca, 1958)

Con Oliver Nelson
- More Blues and the Abstract Truth (Impulse!, 1964)

Con Buddy Rich
- The Wailing Buddy Rich (Norgran, 1955)

Con Art Tatum
- The Tatum Group Masterpieces, Vol. 8 (Pablo, 1956)

Con Clark Terry
- The Happy Horns of Clark Terry (Impulse!, 1964)

Con Joe Williams
- At Newport '63 (RCA Victor, 1963)